# Lijn 7 (metro van Barcelona)
 — Lijn 7, kleur bruin, en ook wel bekend als L7 Plaça Catalunya - Avinguda Tibidabo, is een lijn van de Metro van Barcelona. De lijn, die ook bekendstaat als de Línia de Balmes, omdat hij via de Carrer de Balmes omhoog gaat richting de heuvel Tibidabo, deelt drie stations met FGC lijn 6.

## Overzicht
Net als de regionale lijn Metro del Vallès verbindt de L7 de Plaça de Catalunya, in het centrum van Barcelona, met de Avinguda Tibidabo, waar aansluiting bestaat op de Tramvia Blau.

## Technische gegevens
- Aantal stations: 7
- Type: Conventionele metro (gecombineerd met voorstedelijke stoptreinlijnen)
- Lengte: 7 km
- Rollend materiaal: 111 en 112 serie
- Reistijd: 9 minuten
- Spoorbreedte: 1435 mm
- Aandrijving: Elektrisch
- Voeding: Standaard bovenleiding
- Openluchtgedeelten: Nee
- Mobieletelefoondekking: Alle lijnen
- Depots: Rubí
- Uitvoerder: FGC

## Huidige stations
- Plaça Catalunya (L1, L3, L6, RENFE)
- Provença (L6; Diagonal: L3, L5)
- Gràcia (L6)
- Plaça Molina
- Pàdua
- El Putxet (L9)
- Avinguda Tibidabo (Tramvia blau)